# برگ‌ماهیان آسیایی
برگ‌ماهیان آسیایی (نام علمی: Nandidae) نام یک تیره از راسته سوف‌ماهی‌سانان است.